# Jordan Torunarigha
Jordan Torunarigha (Chemnitz, 7 augustus 1997) is een voetballer met zowel de Duitse als de   Nigeriaanse nationaliteit die bij voorkeur als centrale verdediger speelt. Hij maakte in 2016 zijn debuut in het betaald voetbal voor Hertha BSC. In 2021 maakte hij deel uit van de Duitse selectie op de uitgestelde Olympische Zomerspelen 2020 in Tokio. In 2025 maakte hij de overstap van KAA Gent naar Hamburger SV. In 2023 maakte hij zijn debuut in het nationale elftal van Nigeria.

## Clubcarrière
Torunarigha begon zijn voetbalcarrière bij Chemnitzer FC en maakte in 2006 de overstap naar de jeugdopleiding van Hertha BSC. Hij doorliep daar alle jeugdelftallen en kwam in het seizoen 2012/13 terecht bij de onder-17. Op 25 augustus 2012 maakte hij onder trainer Andreas Thom zijn debuut in deze leeftijdscategorie, tijdens de uitwedstrijd tegen VfL Wolfsburg -17. In dat seizoen bereikte hij met Hertha de finale van het Duits kampioenschap voor B-junioren, waarin met 0–1 werd verloren van VfB Stuttgart -17. Torunarigha speelde 51 minuten mee in de eindstrijd. 
In het seizoen 2014/15 maakte hij de overstap naar de onder-19 van Hertha BSC. Zijn debuut in deze leeftijdscategorie volgde op 10 augustus 2014 in de uitwedstrijd tegen FC St. Pauli -19. Gedurende twee seizoenen bij de A-junioren bereikte hij telkens de finale van het Duits kampioenschap. In zijn eerste seizoen werd de titel gewonnen na een 0–1 zege op Energie Cottbus -19. In het daaropvolgende seizoen verloor Hertha met 2–4 van Hannover 96 -19. Na afloop van het seizoen 2015/16 stroomde Torunarigha door naar de seniorenselectie van Hertha BSC.

### Hertha BSC
In het seizoen 2016/17 werd Torunarigha definitief opgenomen in de A-selectie van Hertha BSC. Op 17 december 2016, tijdens de 15e speelronde van de Bundesliga, werd hij voor het eerst opgenomen in de wedstrijdselectie voor de thuiswedstrijd tegen RB Leipzig, onder leiding van trainer Pál Dárdai. Hij kwam in die wedstrijd niet in actie. Kort daarop tekende hij op 19-jarige leeftijd zijn eerste profcontract. Zijn officiële debuut volgde op 4 februari 2017 in de thuiswedstrijd tegen FC Ingolstadt. In de blessuretijd van het met 1–0 gewonnen duel viel hij in voor Vedad Ibišević. Op 5 april 2017 maakte hij zijn debuut in de basisformatie, als centrumverdediger in de wedstrijd tegen Borussia Mönchengladbach. Enkele weken later, op 13 mei 2017, scoorde hij zijn eerste doelpunt in het betaald voetbal. In de uitwedstrijd tegen SV Darmstadt 98, die met 0–2 werd gewonnen, maakte hij in de 28e minuut de tweede treffer voor Hertha BSC met een kopbal; het openingsdoelpunt was gescoord door Salomon Kalou.
In het seizoen 2017/18 slaagde Torunarigha er, mede door de aanwezigheid van Karim Rekik en Niklas Stark, niet in een vaste basisplaats te veroveren. Tijdens zijn eerste basisplaats dat seizoen, in de uitwedstrijd tegen RB Leipzig, ontving hij in de 7e minuut een rode kaart na een noodgreep, toegekend door scheidsrechter Frank Willenborg. Hetgeen de eerste rode kaart in zijn professionele carrière betekende. Ondanks zijn beperkte speeltijd kwam hij dat seizoen wel in actie in de Europa League. In de groepswedstrijd tegen het Zweedse Östersunds FK maakte hij zijn Europese debuut als basisspeler. Zijn derde seizoen (2018/19) leek Torunarigha zijn definitieve doorbraak te worden. In de openingswedstrijd tegen 1. FC Nürnberg speelde hij de volledige 90 minuten, gevolgd door basisplaatsen in de wedstrijden tegen Schalke 04 en VfL Wolfsburg. Tijdens de wedstrijd tegen Wolfsburg liep hij echter een achillespeesblessure op, waardoor hij enkele weken moest missen. Ondanks zijn beperkte speeltijd werd zijn contract vlak voor Kerstmis opengebroken en verlengd tot medio 2020. Later in het seizoen raakte hij opnieuw geblesseerd, ditmaal aan zijn enkel, wat hem opnieuw aan de zijlijn hield. Door dit blessureleed en een schorsing als gevolg van een rode kaart kwam hij dat seizoen uiteindelijk tot 14 optredens in de basis.
In het seizoen 2019/20 kreeg Torunarigha te maken met een nieuwe hoofdtrainer, Ante Čović, onder wie hij weinig speeltijd kreeg en voornamelijk op de reservebank belandde. De situatie veranderde halverwege het seizoen, toen Jürgen Klinsmann vanwege tegenvallende resultaten werd aangesteld als hoofdtrainer. Na de winterstop groeide Torunarigha uit tot een vaste waarde in de verdediging en vormde hij samen met Dedryck Boyata de rest van het seizoen het centrale verdedigingsduo. In het seizoen 2020/21 kende Torunarigha opnieuw veel blessureleed, waardoor hij slechts 11 keer in de basis startte. Kort na het begin van het seizoen liep hij een gescheurde syndesmoseband op. Later dat jaar kampte hij met een heupblessure, waardoor hij langdurig uitgeschakeld was. In de eerste helft van het seizoen 2021/22 hinderde een hamstringblessure hem eveneens aan spelen. Vanwege beperkte kans op speeltijd werd hij voor de tweede seizoenshelft uitgeleend aan KAA Gent. Na een succesvolle periode op huurbasis maakte hij definitief de overstap naar de Belgische club.

#### Verhuur aan KAA Gent
In januari 2022 werd bekend dat Torunarigha voor de rest van het seizoen 2021/22 werd verhuurd aan KAA Gent. Op 6 februari maakte hij onder trainer Alfred Schreuder zijn basisdebuut in de Jupiler Pro League, tijdens de uitwedstrijd tegen Club Brugge. Hij behield zijn basisplaats na het ontslag van Schreuder en de aanstelling van Hein Vanhaezebrouck. Torunarigha droeg direct bij aan het winnen van de Belgische beker, de eerste prijs in zijn carrière. In de finale, waarin KAA Gent Anderlecht na strafschoppen versloeg, speelde hij de volledige wedstrijd, maar nam niet deel aan de strafschoppenserie. Vanwege zijn sterke prestaties nam KAA Gent hem aan het einde van het seizoen definitief over van Hertha BSC.

### KAA Gent
In de zomer van 2022 tekende Torunarigha een contract tot medio 2025 bij KAA Gent. Vanaf de start van het seizoen 2022/23 had hij onder trainer Hein Vanhaezebrouck een vaste basisplaats en vormde hij samen met Michael Ngadeu en Joseph Okumu het centrale verdedigingsblok. Op 11 september 2022 maakte hij zijn eerste doelpunt in Belgische dienst; in de thuiswedstrijd tegen Zulte Waregem bepaalde hij met een kopbal in de 72e minuut de eindstand op 2–0. Gent eindigde het seizoen op de vierde plaats en plaatste zich via de play-offs voor Europees voetbal. Ook in het seizoen 2023/24 was Torunarigha basisspeler. Gent plaatste zich ditmaal via de achtste plaats in de reguliere competitie voor de Europese play-offs, die uiteindelijk werden gewonnen. Door een 0–1 zege op  KRC Genk in de finale verzekerde Gent zich wederom van Europees voetbal. In zijn laatste seizoen (2024/25) bleef hij basisspeler onder de nieuwe trainer Wouter Vrancken. Na afloop van dat seizoen keerde Torunarigha terug naar zijn geboorteland Duitsland en maakte hij na 145 wedstrijden de overstap naar Hamburger SV, dat net was gepromoveerd naar de Bundesliga.

## Clubstatistieken
| Seizoen                     | Club          | Competitie         | Competitie | Competitie | Competitie | Beker | Beker | Beker | Internationaal | Internationaal | Internationaal | Totaal | Totaal | Totaal |
| Seizoen                     | Club          | Competitie         | Wed.       | Dlp.       | Ass.       | Wed.  | Dlp.  | Ass.  | Wed.           | Dlp.           | Ass.           | Wed.   | Dlp.   | Ass.   |
| --------------------------- | ------------- | ------------------ | ---------- | ---------- | ---------- | ----- | ----- | ----- | -------------- | -------------- | -------------- | ------ | ------ | ------ |
| 2015/16                     | Hertha BSC II | RL Nordost         | 22         | 2          | 0          | —     | —     | —     | —              | —              | —              | 22     | 2      | 0      |
| 2016/17                     | Hertha BSC II | RL Nordost         | 10         | 0          | 0          | —     | —     | —     | —              | —              | —              | 10     | 0      | 0      |
| 2017/18                     | Hertha BSC II | RL Nordost         | 10         | 1          | 0          | —     | —     | —     | —              | —              | —              | 10     | 1      | 0      |
| 2018/19                     | Hertha BSC II | RL Nordost         | 1          | 0          | 0          | —     | —     | —     | —              | —              | —              | 1      | 0      | 0      |
| 2019/20                     | Hertha BSC II | RL Nordost         | 2          | 0          | 0          | —     | —     | —     | —              | —              | —              | 2      | 0      | 0      |
| Club Totaal                 | Club Totaal   | Club Totaal        | 45         | 3          | 0          | 0     | 0     | 0     | 0              | 0              | 0              | 45     | 3      | 0      |
| 2016/17                     | Hertha BSC    | Bundesliga         | 8          | 1          | 0          | 0     | 0     | 0     | —              | —              | —              | 8      | 1      | 0      |
| 2017/18                     | Hertha BSC    | Bundesliga         | 12         | 1          | 0          | 0     | 0     | 0     | 3              | 0              | 0              | 15     | 1      | 0      |
| 2018/19                     | Hertha BSC    | Bundesliga         | 14         | 2          | 2          | 2     | 0     | 0     | —              | —              | —              | 16     | 2      | 2      |
| 2019/20                     | Hertha BSC    | Bundesliga         | 18         | 1          | 0          | 3     | 1     | 0     | —              | —              | —              | 21     | 2      | 0      |
| 2020/21                     | Hertha BSC    | Bundesliga         | 14         | 0          | 2          | 0     | 0     | 0     | —              | —              | —              | 14     | 0      | 2      |
| 2021/22                     | Hertha BSC    | Bundesliga         | 7          | 0          | 1          | 0     | 0     | 0     | —              | —              | —              | 7      | 0      | 1      |
| Club Totaal                 | Club Totaal   | Club Totaal        | 73         | 5          | 5          | 5     | 1     | 0     | 3              | 0              | 0              | 81     | 6      | 5      |
| 2021/22                     | → KAA Gent    | Jupiler Pro League | 11         | 0          | 0          | 2     | 0     | 0     | 2              | 0              | 0              | 15     | 0      | 0      |
| 2022/23                     | KAA Gent      | Jupiler Pro League | 34         | 3          | 3          | 1     | 0     | 0     | 10             | 0              | 0              | 45     | 3      | 3      |
| 2023/24                     | KAA Gent      | Jupiler Pro League | 33         | 1          | 2          | 1     | 0     | 0     | 10             | 0              | 0              | 44     | 1      | 2      |
| 2024/25                     | KAA Gent      | Jupiler Pro League | 30         | 0          | 1          | 2     | 0     | 0     | 9              | 0              | 0              | 41     | 0      | 1      |
| Club Totaal                 | Club Totaal   | Club Totaal        | 108        | 4          | 6          | 6     | 0     | 0     | 31             | 0              | 0              | 145    | 4      | 6      |
| TOTAAL                      | TOTAAL        | TOTAAL             | 226        | 12         | 11         | 11    | 1     | 0     | 34             | 0              | 0              | 271    | 13     | 11     |
| Bijgewerkt tot 10 juni 2025 |               |                    |            |            |            |       |       |       |                |                |                |        |        |        |

## Interlandcarrière
Torunarigha kwam uit voor meerdere Duitse nationale jeugdelftallen en nam met Duitsland -20 deel aan een eindtoernooi. In totaal speelde hij 29 jeugdinterlands waarin hij niet tot scoren kwam. Hij speelde in deze periode onder meer samen met Maximilian Mittelstädt, Benjamin Henrichs, Waldemar Anton en Nadiem Amiri. Daarnaast maakte hij deel uit van de Duitse selectie voor de Olympische Zomerspelen 2020 in Tokio. In 2023 keurde de FIFA zijn verzoek goed om voortaan uit te mogen komen voor het nationale elftal van Nigeria. In datzelfde jaar maakte hij zijn debuut voor de ploeg tijdens een oefenwedstrijd tegen Mozambique. 

### Duitse jeugdelftallen
Torunarigha maakte op 14 september 2012 zijn debuut voor een Duits jeugdelftal. Onder leiding van bondscoach Christian Wück begon hij in de basis tijdens een oefeninterland van Duitsland –16 tegen Oekraïne. Na zijn periode bij Duitsland -18 en Duitsland -19 nam hij in 2017 met Duitsland -20  deel aan het wereldkampioenschap voetbal onder 20 in Zuid-Korea. Torunarigha speelde in twee van de drie groepswedstrijden: tegen zowel Mexico (0-0) als Vanuatu (3-2 winst) stond hij de volledige 90 minuten op het veld. In de achtste finale tegen Zambia startte hij opnieuw in de basis; Duitsland verloor na verlenging met 4-3 en Torunarigha speelde de volledige 120 minuten. Enkele maanden later, op 5 oktober 2017, droeg hij in een oefenwedstrijd tegen Nederland voor het eerst en enige keer de aanvoerdersband bij een Duits jeugdelftal.

### Olympische Spelen
Torunarigha maakte in 2021 deel uit van de Duitse selectie voor het wegens corona uitgestelde olympisch voetbaltoernooi tijdens de Olympische Zomerspelen in Tokio. Onder leiding van bondscoach Stefan Kuntz kwam hij in alle drie de groepswedstrijden in actie. Tegen Brazilië (4-2 verlies) en Saoedi-Arabië (2-3 winst) viel hij in, terwijl hij in de met 1-1 gelijkgespeelde wedstrijd tegen Ivoorkust in de basis begon. Duitsland wist met deze resultaten de groepsfase niet te overleven en werd vroegtijdig uitgeschakeld.
| Jeugdinterlands van Jordan Torunarigha voor Duitsland () | Jeugdinterlands van Jordan Torunarigha voor Duitsland () | Jeugdinterlands van Jordan Torunarigha voor Duitsland () | Jeugdinterlands van Jordan Torunarigha voor Duitsland () | Jeugdinterlands van Jordan Torunarigha voor Duitsland () | Jeugdinterlands van Jordan Torunarigha voor Duitsland () |
| №                                                        | Datum                                                    | Wedstrijd                                                | Uitslag                                                  | Soort Wedstrijd                                          | Doelpunten                                               |
| Als speler bij Onder-16                                  | Als speler bij Onder-16                                  | Als speler bij Onder-16                                  | Als speler bij Onder-16                                  | Als speler bij Onder-16                                  | Als speler bij Onder-16                                  |
| -------------------------------------------------------- | -------------------------------------------------------- | -------------------------------------------------------- | -------------------------------------------------------- | -------------------------------------------------------- | -------------------------------------------------------- |
| 1.                                                       | 14 september 2012                                        | Duitsland – Oekraïne                                     | 2 – 0                                                    | Vriendschappelijk                                        |                                                          |
| 2.                                                       | 13 februari 2013                                         | Duitsland – Engeland                                     | 4 – 3                                                    | Vriendschappelijk                                        |                                                          |
| 3.                                                       | 5 maart 2013                                             | Duitsland – Italië                                       | 5 – 0                                                    | Vriendschappelijk                                        |                                                          |
| 4.                                                       | 7 maart 2013                                             | Duitsland – Italië                                       | 1 – 1                                                    | Vriendschappelijk                                        |                                                          |
| 5.                                                       | 12 mei 2013                                              | Ierland – Duitsland                                      | 1 – 0                                                    | Vriendschappelijk                                        |                                                          |
| 6.                                                       | 13 mei 2013                                              | België – Duitsland                                       | 3 – 2                                                    | Vriendschappelijk                                        |                                                          |
| 7.                                                       | 15 mei 2013                                              | Roemenië – Duitsland                                     | 10 – 1                                                   | Vriendschappelijk                                        |                                                          |
| Als speler bij Onder-18                                  |                                                          |                                                          |                                                          |                                                          |                                                          |
| 1.                                                       | 19 december 2014                                         | Amerika – Duitsland                                      | 2 – 3                                                    | Vriendschappelijk                                        |                                                          |
| 2.                                                       | 27 maart 2015                                            | Frankrijk – Duitsland                                    | 2 – 0                                                    | Vriendschappelijk                                        |                                                          |
| Als speler bij Onder-19                                  |                                                          |                                                          |                                                          |                                                          |                                                          |
| 1.                                                       | 7 september 2015                                         | Nederland – Duitsland                                    | 1 – 2                                                    | Vriendschappelijk                                        |                                                          |
| 2.                                                       | 6 oktober 2015                                           | Duitsland – Amerika                                      | 8 – 1                                                    | Vriendschappelijk                                        |                                                          |
| 3.                                                       | 9 oktober 2015                                           | Duitsland – Mexico                                       | 1 – 0                                                    | Vriendschappelijk                                        |                                                          |
| 4.                                                       | 12 oktober 2015                                          | Duitsland – Schotland                                    | 2 – 2                                                    | Vriendschappelijk                                        |                                                          |
| 5.                                                       | 15 november 2015                                         | Duitsland – Servië                                       | 1 – 0                                                    | Vriendschappelijk                                        |                                                          |
| 6.                                                       | 17 november 2015                                         | Duitsland – Frankrijk                                    | 3 – 2                                                    | Vriendschappelijk                                        |                                                          |
| Als speler bij Onder-20                                  |                                                          |                                                          |                                                          |                                                          |                                                          |
| 1.                                                       | 10 november 2016                                         | Italië – Duitsland                                       | 0 – 1                                                    | Vriendschappelijk                                        |                                                          |
| 2.                                                       | 28 maart 2017                                            | Zwitserland – Duitsland                                  | 2 – 1                                                    | Vriendschappelijk                                        |                                                          |
| 3.                                                       | 23 mei 2017                                              | Mexico – Duitsland                                       | 0 – 0                                                    | Wereldkampioenschap voetbal 2017                         |                                                          |
| 4.                                                       | 26 mei 2017                                              | Duitsland – Vanuatu                                      | 3 – 2                                                    | Wereldkampioenschap voetbal 2017                         |                                                          |
| 5.                                                       | 31 mei 2017                                              | Zambia – Duitsland                                       | 4 – 3 (n.v.)                                             | Wereldkampioenschap voetbal 2017                         |                                                          |
| 6.                                                       | 4 september 2017                                         | Tsjechië – Duitsland                                     | 2 – 2                                                    | Vriendschappelijk                                        |                                                          |
| 7.                                                       | 5 oktober 2017                                           | Nederland – Duitsland                                    | 0 – 1                                                    | Vriendschappelijk                                        |                                                          |
| 8.                                                       | 9 oktober 2017                                           | Duitsland – Zwitserland                                  | 2 – 1                                                    | Vriendschappelijk                                        |                                                          |
| Als speler bij Onder-21                                  |                                                          |                                                          |                                                          |                                                          |                                                          |
| 1.                                                       | 27 maart 2018                                            | Kosovo – Duitsland                                       | 0 – 0                                                    | Vriendschappelijk                                        |                                                          |
| 2.                                                       | 7 september 2018                                         | Duitsland – Mexico                                       | 3 – 0                                                    | Vriendschappelijk                                        |                                                          |
| 3.                                                       | 11 september 2018                                        | Ierland – Duitsland                                      | 0 – 6                                                    | EK-kwalificatie 2019                                     |                                                          |
| 4.                                                       | 21 maart 2019                                            | Duitsland – Frankrijk                                    | 2 – 2                                                    | Vriendschappelijk                                        |                                                          |
| Als speler bij Olympisch team                            |                                                          |                                                          |                                                          |                                                          |                                                          |
| 1.                                                       | 22 juli 2021                                             | Brazilië – Duitsland                                     | 4 – 2                                                    | Olympische Zomerspelen 2020                              |                                                          |
| 2.                                                       | 25 juli 2021                                             | Saoedi-Arabië – Duitsland                                | 2 – 3                                                    | Olympische Zomerspelen 2020                              |                                                          |
| 3.                                                       | 28 juli 2021                                             | Ivoorkust – Duitsland                                    | 1 – 1                                                    | Olympische Zomerspelen 2020                              |                                                          |
| Bijgewerkt tot 21 juni 2025                              |                                                          |                                                          |                                                          |                                                          |                                                          |

### Nigeria
Op 16 oktober 2023 maakte Torunarigha zijn debuut voor het nationale elftal van Nigeria in een oefeninterland tegen Mozambique. Hij stond onder bondscoach José Peseiro in de basis bij de met 2–3 gewonnen wedstrijd en werd in de 75e minuut vervangen door Calvin Bassey. Pas in 2025 werd hij opnieuw opgeroepen, ditmaal door bondscoach Éric Chelle, voor twee WK-kwalificatiewedstrijden. In beide duels bleef hij echter op de bank.
| Interlands van Jordan Torunarigha voor Nigeria | Interlands van Jordan Torunarigha voor Nigeria | Interlands van Jordan Torunarigha voor Nigeria | Interlands van Jordan Torunarigha voor Nigeria | Interlands van Jordan Torunarigha voor Nigeria | Interlands van Jordan Torunarigha voor Nigeria |
| №                                              | Datum                                          | Wedstrijd                                      | Uitslag                                        | Soort Wedstrijd                                | Doelpunten                                     |
| Als speler bij Hamburger SV                    | Als speler bij Hamburger SV                    | Als speler bij Hamburger SV                    | Als speler bij Hamburger SV                    | Als speler bij Hamburger SV                    | Als speler bij Hamburger SV                    |
| ---------------------------------------------- | ---------------------------------------------- | ---------------------------------------------- | ---------------------------------------------- | ---------------------------------------------- | ---------------------------------------------- |
| 1.                                             | 17 november 2022                               | Mozambique – Nigeria                           | 2 – 3                                          | Vriendschappelijk                              |                                                |
| Bijgewerkt tot 22 juni 2025                    |                                                |                                                |                                                |                                                |                                                |

## Erelijst
| Beker van België | 1x | 2021/22 |

## Persoonlijk
Torunarigha werd geboren in Chemnitz, in het voormalige Oost-Duitsland, nadat zijn ouders in de jaren negentig naar Duitsland waren verhuisd. Zijn vader, Ojokojo Torunarigha, was profvoetballer en Nigeriaans international. In Duitsland speelde hij onder meer voor Chemnitzer FC en Borussia Neunkirchen en was hij de eerste Afrikaanse voetballer in de Oost-Duitse competitie na de val van de Berlijnse Muur. Jordans broer, Junior, is eveneens profvoetballer en kwam onder andere uit voor Fortuna Sittard en Alemannia Aachen. In 2018 bedankte Torunarigha voor een oproep om namens Nigeria uit te komen tijdens het wereldkampioenschap voetbal van dat jaar. In 2023 maakte hij uiteindelijk toch de keuze om uit te komen voor het geboorteland van zijn vader.
Tijdens zijn periode bij Hertha BSC was Torunarigha betrokken bij een racisme-incident tijdens een DFB-Pokal-wedstrijd tegen Schalke 04 op 4 februari 2020. Vanaf de tribune klonken apengeluiden richting Torunarigha, wat breed werd opgevat als racistische intimidatie. Tijdens de verlenging reageerde hij emotioneel door een krat bidons op de grond te gooien, waarna hij met een tweede gele kaart werd uitgesloten. Na de wedstrijd deed Torunarigha aangifte van racisme bij de politie. Schalke 04 kreeg een boete van 50.000 euro opgelegd, waarvan een deel bestemd was voor anti-discriminatieprojecten. Een jaar later raakte hij opnieuw betrokken bij een racistisch incident, ditmaal tijdens een oefenwedstrijd van het Duitse Olympisch team tegen Honduras. Als reactie op de racistische uitingen verlieten Torunarigha en zijn ploeggenoten het veld, waarna de wedstrijd werd gestaakt.

## Externe Link
- Profiel op transfermarkt